# Otto Alcides Ohlweiler
Otto Alcides Ohlweiler (31 de outubro de 1914 — 2 de setembro de 1991) foi um químico e político brasileiro. Publicou diversos livros e trabalhos em sua vida, tanto de química quanto filosofia política.

## Biografia
Foi eleito deputado estadual, pelo PCB, para a 37ª Legislatura da Assembleia Legislativa do Rio Grande do Sul, de 1947 a 1951.
Em 1968, com o endurecimento do regime militar, Otto Ohlweiler é expurgado da Universidade Federal do Rio Grande do Sul, junto com outros diversos professores. Em 1984, com a abertura da ditadura militar, o Conselho Universitário da UFRGS decide conceder-lhe o título de professor emérito. Ohweiler nega-se a receber a honraria, alegando que a Universidade ainda não havia feito suas devidas reformas e democratizado-se de fato, afastando as consequências da Ditadura Militar para o seu funcionamento.
Filho de Otto Carlos Augusto Ohlweiler, comerciante, e de Rosa Regina Fett Ohlweiler, dona de casa. Foi casado com Ondina Siqueira Ohlweiler, com quem teve duas filhas, Maria Rosa Ohlweiler Barbosa e Maria Regina Ohlweiler. Morreu em 2 de setembro de 1991 vítima de câncer.

## Livros publicados

### Química
- Energia Atômica na Paz e na Guerra (1955)
- Teoria e métodos da Análise Quantitativa (1957)
- Teoria e Prática da Análise Quantitativa Inorgânica (1968)
- Introdução à Química Geral (1971)
- Química Inorgânica (1974)
- Curso de Química Teórica (1974)
- Química Analítica Quantitativa (1981)
- Fundamentos de Análise Instrumental (1981)

### Filosofia Política
- Materialismo Histórico e Crise Contemporânea (1984)
- Evolução Sócio-Econômica do Brasil (1985)
- Capitalismo Contemporâneo (1986)
- Humanidade e Lutas Sociais (1987)
- A Crise da Economia Mundial (1988)
- Origem e Evolução da Ideologia (1989)
- A Religião e a Filosofia no Mundo Greco-Romano (1990)